# 富田林市議会
富田林市議会(とんだばやししぎかい)は、大阪府富田林市に設置されている地方議会である。

## 概要
- 定数:18人
- 任期:2023年04月23日-2027年4月22日
- 選挙区：市内の全域を1つの選挙区として扱う大選挙区制（単記非移譲式）
- 議長:村山理恵(公明党・公明党)
- 副議長:西川宏、(自由民主党・自民・笑顔の会)

## 議員
| 所属政党                   | 議席数 | 氏名                                           |
| -------------------------- | ------ | ---------------------------------------------- |
| 大阪維新の会・大阪維新の会 | 4      | 伊東寛光、酒本千紘、岩﨑哲也、寺内裕介、       |
| 公明党・公明党             | 4      | 遠藤智子、村山理恵、堀辺まゆみ、草尾勝司、     |
| 無所属・とんだばやし未来   | 3      | 尾崎哲哉、南齋哲平、辰巳真司、                 |
| 日本共産党                 | 1      | 寺尾千秋(無会派)                               |
| 立憲民主党                 | 1      | 坂口真紀(無会派)                               |
| 自由民主党                 | 2      | 南方泉(自民・笑顔の会)、西川宏(自民・笑顔の会) |
| 無所属                     | 2      | 京谷精久(無会派)、今城克久(自民・笑顔の会)     |

2023年5月18日現在